# Joseph Derenbourg

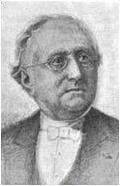
Joseph Derenbourg.

Joseph Derenbourg, född 21 augusti 1811 i Mainz, död 29 juli 1895 i Ems, var en tysk-fransk orientalist. 
Derenbourg kom som judisk lärare till Paris 1838, där han 1843 blev fransk medborgare och 1877 professor i hebreiska vid École des hautes études. Bland hans många arbeten märks Histoire de la Palestine (1867) och Deux versions hébraïques du livre de Kalîlâh et Dimnâh (1881). Tillsammans med sin son Hartwig Derenbourg utarbetade han av Corpus Inscriptionum Semiticarum del fyra innefattande himjaritiska och sabeiska inskrifter 1889-92. Han påbörjade även utgivandet av Oeuvres complètes de R. Saiida Ben Joseph al-Fayyoûmî (1893-1900).